# 314

## Родени
- Либаний от Антиохия – гръцки ретор и политик

## Починали
- 10 или 11 януари – Милтиад, римски папа